# Saue-Putla
Saue-Putla – wieś w Estonii, w prowincji Sarema, w gminie Pihtla.